# 전이대 (지구)
전이대(Transition zone)는 지구의 맨틀 중 하부 맨틀과 상부 맨틀 사이에 위치한 부분으로, 가장 엄격하게는 약 410~660 km 깊이의 지진 불연속면 사이에 있지만, 더 넓게는 이 불연속면들을 포함하는 구역, 즉 약 300~850 km 깊이 사이 구간으로 정의된다. 맨틀 전이대(mantle transition zone, 종종 MTZ로 약칭됨)를 포함한 지구의 단단한 암석질 맨틀은 주로 초고철질 화성암인 감람암으로 구성되어 있다.
맨틀은 약 410~660 km 깊이에서 발생하는 갑작스러운 지진파 속도 불연속면을 가지고 상부 맨틀, 전이대, 하부 맨틀로 나뉜다. 이는 약 410 km 깊이에서 압력 증가에 따라 감람석 (감람암의 대부분을 구성) 결정의 재배열이 일어나 더 조밀한 결정 구조를 형성하기 때문으로 생각된다. 약 660 km 깊이 아래에서는 압력 변화로 인해 링우다이트 광물이 브리지마나이트와 페리클레이스라는 두 가지 새로운 더 조밀한 상으로 변한다는 증거가 제시된다. 이는 지진의 실체파를 사용하여 관찰할 수 있는데, 이 파동은 경계에서 변환되거나 반사되거나 굴절되며, 상 변화가 온도와 밀도에 의존적이므로 깊이에 의존적이라는 점에서 광물 물리학으로 예측할 수 있다.

## 410km 불연속면 – 상전이
약 410 km 깊이에서 α-Mg2SiO4에서 β-Mg2SiO4로의 상전이(감람석에서 와즐리석)가 예측되는 것처럼 지진학 데이터에서 피크가 관찰된다. 클라페롱 기울기에 따르면, 이 변화는 섭입대가 전이대로 침투하는 것과 같은 차가운 지역에서는 더 얕은 깊이에서 발생하고, 맨틀 플룸이 전이대를 통과하는 것과 같은 따뜻한 지역에서는 더 깊은 깊이에서 발생할 것으로 예측된다. 따라서 "410km 불연속면"의 정확한 깊이는 달라질 수 있다.

## 660km 불연속면 – 상전이
660 km 불연속면은 PP 선행파(불연속면에서 한 번 반사되는 파동)에서는 특정 지역에서만 나타나지만, SS 선행파에서는 항상 명확하게 나타난다. 이는 P에서 S로의 변환을 위한 전달함수에서 넓은 깊이 범위(640~720 km)에 걸쳐 단일 및 이중 반사로 관찰된다. 클라페롱 기울기는 차가운 지역에서는 더 깊은 불연속면을, 뜨거운 지역에서는 더 얕은 불연속면을 예측한다. 이 불연속면은 일반적으로 링우다이트에서 브리지마나이트와 페리클레이스로의 상전이와 관련이 있다. 이는 열역학적으로 흡열 반응이며 점성 점프를 유발한다. 두 가지 특성 모두 이 상전이가 지구역학 모델에서 중요한 역할을 한다. 차가운 하강 물질은 이 전이대 위에 고일 수 있다.

## 기타 불연속면
약 520 km 깊이에서 감람석 (β에서 γ로) 및 석류석의 파이로라이트 맨틀 내 전이와 관련하여 또 다른 주요 상전이가 예측된다. 이 불연속면은 지진학 데이터에서 간헐적으로만 관찰되었다.
다양한 깊이에서 다른 비전역적 상전이가 제안되었다.